# Rumbek

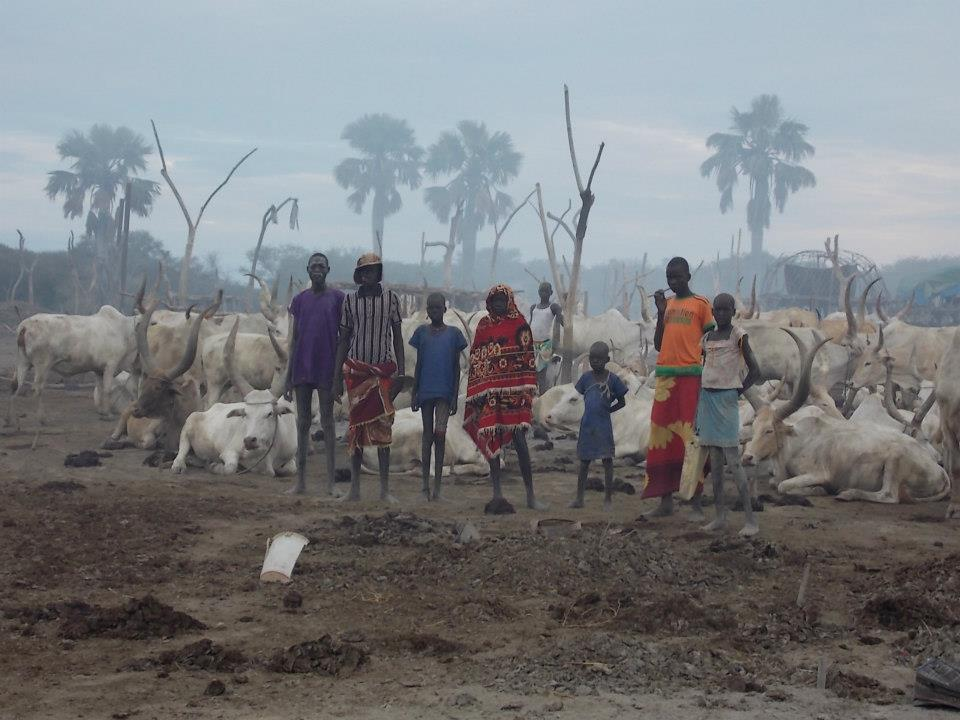
Rebaños y pastores en Rumbek.

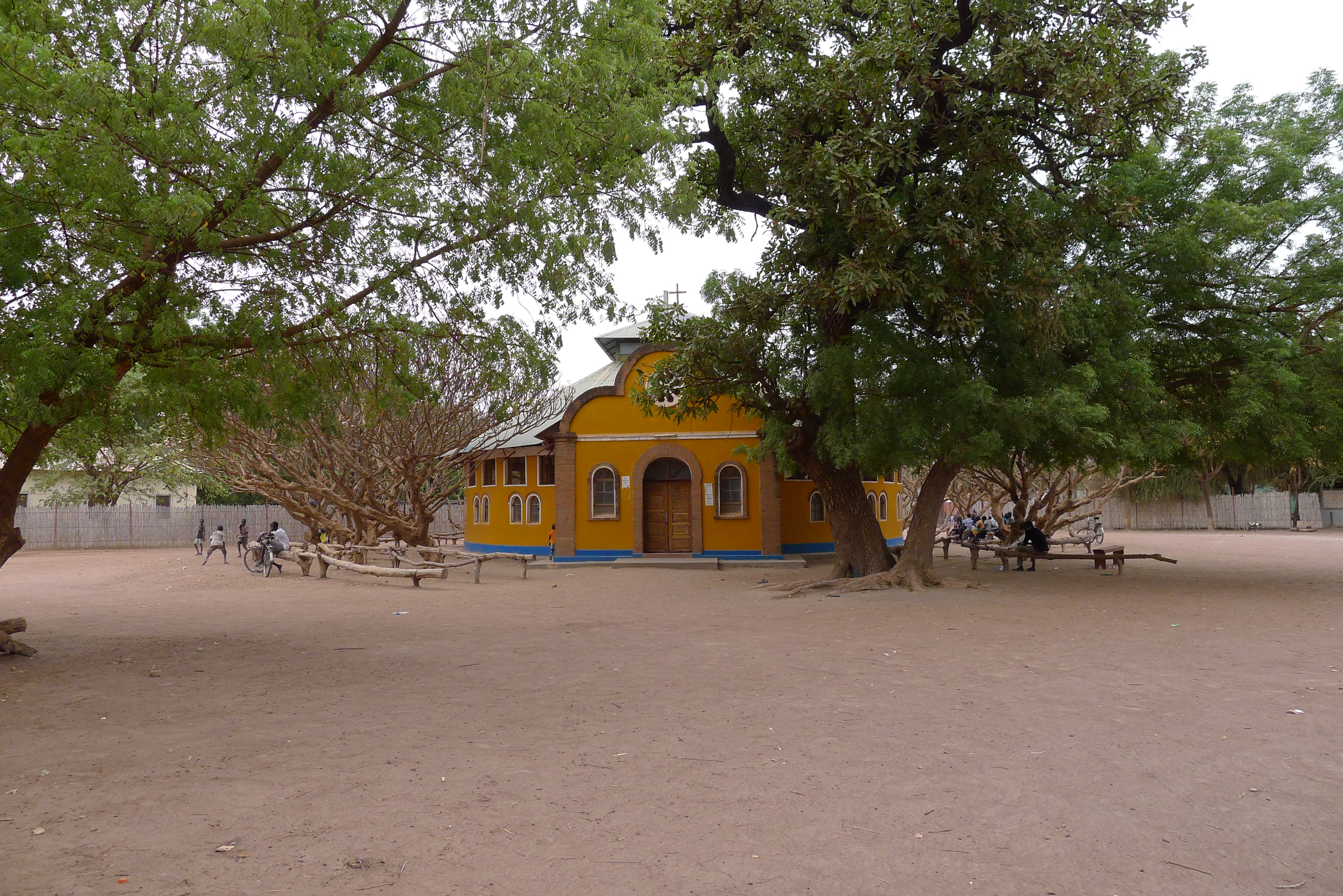
Catedral de la Sagrada Familia de Rumbek.

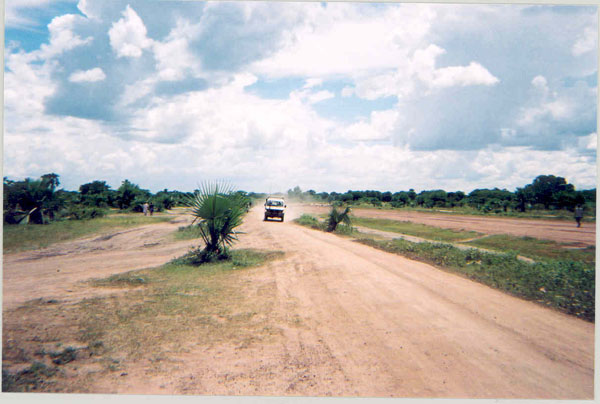
Carretera cercana a Rumbek.

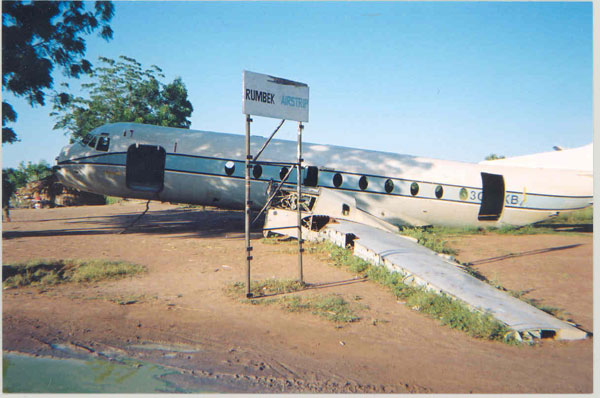
Aeropuerto local.

Rumbek (en árabe, رمبك) es una ciudad de Sudán del Sur. En 2004, las Naciones Unidas calculaban la población del condado de Rumbek en aproximadamente 82.500 personas. En aquella época, los Dinka Agar constituían aproximadamente un 60% de la población, un 30% eran Dinka Gok, un 6% eran Bongo y un 4% eran Jur-Bel. En 2011, la población de la ciudad de Rumbek se calcula a aproximadamente 32.100 habitantes.
Es la capital del estado de los Lagos (también conocido como Al Buhayrat) en el centro de Sudán del Sur. Después de terminar la segunda guerra civil sudanesa, el movimiento de liberación del pueblo sudanés la eligió como centro administrativo interino de las regiones meridionales de Sudán. Más tarde Yuba se convertiría en capital permanente. Posee una pista de aterrizaje y no hay caminos pavimentados.

## Historia
La ciudad fue fundada en 1858 por el traficante de esclavos Alphonse de Malzac.
Después del acuerdo de paz que terminó la segunda guerra civil sudanesa, firmado por el vicepresidente sudanés Ali Osmane Taha y John Garang, líder del Ejército de Liberación del Pueblo de Sudán (Movimiento Popular de Liberación de Sudán) escogió Rumbek para servir de centro administrativo provisional del gobierno de Sudán del Sur. Más Tarde, Yuba fue seleccionada para convertirse en la capital permanente. Como la mayoría de las ciudades sudanesas del Sur, Rumbek sufrió daños significativos a la infraestructura durante la guerra civil, en la que murieron unos dos millones de personas. La ciudad debe mucho a la asistencia humanitaria organizada por el obispo, Cesare Mazzolari (1937-2011), durante la guerra civil.

## Localización
La ciudad de Rumbek está situada en el condado o distrito de Rumbek Central, en el estado de Lagos (Lakes) de Sudán del Sur. Está situada a 377 km por carretera al noroeste de Yuba, la capital y principal ciudad del país. Está a 420 metros sobre el nivel del mar.

## Transporte
La ciudad de Rumbek está al lado de la carretera principal (A43) que va de Yuba en el sureste a Wau al noroeste. Hay dos carreteras más pequeñas fuera de la ciudad; uno en Yirol al este y otro en Durbuoni al norte. Desde 2005, algunas de las carreteras se están arreglando con alguna pavimentación. Rumbek también dispone del aeropuerto de Rumbek. El principal contratista de construcción en Rumbek, que trabaja tanto en las carreteras como en el aeropuerto de es Civicon Limited.

## Lugares de interés
Los principales puntos de interés que se encuentran dentro o cerca de Rumbek son los siguientes:
- Oficinas del Consejo Municipal de Rumbek.
- Sede del condado de Rumbek Central.
- Sede de los gobiernos del estado de Lagos.
- Rumbek Freedom Square, Plaza de la libertad, un lugar al aire libre en medio de la ciudad para reuniones públicas y cívicas.
- Sucursal de Kenia Commercial Bank.
- Sucursal del Nile Commercial Bank.
- Lakes State Hospital, un hospital público administrado por el Gobierno Estatal de Lagos.
- Aeropuerto de Rumbek, pequeño aeropuerto con servicio de línea aérea regular planificado y proveedores privados de vuelos.
- Universidad de Rumbek, una de las cuatro universidades públicas en Sudán del Sur.

## Personajes
- Samuel Aru Bol, destacado político sudanés (1929-2000).
- Gordon Muortat Mayen, político (1922-2008).
- Manyang Mayom, periodista y activista por los Derechos Humanos

## Clima
| Parámetros climáticos promedio de Rumbek (1961–1990) | Parámetros climáticos promedio de Rumbek (1961–1990) | Parámetros climáticos promedio de Rumbek (1961–1990) | Parámetros climáticos promedio de Rumbek (1961–1990) | Parámetros climáticos promedio de Rumbek (1961–1990) | Parámetros climáticos promedio de Rumbek (1961–1990) | Parámetros climáticos promedio de Rumbek (1961–1990) | Parámetros climáticos promedio de Rumbek (1961–1990) | Parámetros climáticos promedio de Rumbek (1961–1990) | Parámetros climáticos promedio de Rumbek (1961–1990) | Parámetros climáticos promedio de Rumbek (1961–1990) | Parámetros climáticos promedio de Rumbek (1961–1990) | Parámetros climáticos promedio de Rumbek (1961–1990) | Parámetros climáticos promedio de Rumbek (1961–1990) |
| Mes                                                  | Ene.                                                 | Feb.                                                 | Mar.                                                 | Abr.                                                 | May.                                                 | Jun.                                                 | Jul.                                                 | Ago.                                                 | Sep.                                                 | Oct.                                                 | Nov.                                                 | Dic.                                                 | Anual                                                |
| ---------------------------------------------------- | ---------------------------------------------------- | ---------------------------------------------------- | ---------------------------------------------------- | ---------------------------------------------------- | ---------------------------------------------------- | ---------------------------------------------------- | ---------------------------------------------------- | ---------------------------------------------------- | ---------------------------------------------------- | ---------------------------------------------------- | ---------------------------------------------------- | ---------------------------------------------------- | ---------------------------------------------------- |
| Temp. máx. abs. (°C)                                 | 40.3                                                 | 42.8                                                 | 43.3                                                 | 42.2                                                 | 41.1                                                 | 38.2                                                 | 40.0                                                 | 36.7                                                 | 37.0                                                 | 39.5                                                 | 38.5                                                 | 39.1                                                 | 43.3                                                 |
| Temp. máx. media (°C)                                | 35.4                                                 | 37.4                                                 | 37.9                                                 | 36.4                                                 | 34.5                                                 | 32.8                                                 | 31.7                                                 | 31.7                                                 | 32.7                                                 | 33.8                                                 | 34.4                                                 | 34.8                                                 | 34.5                                                 |
| Temp. media (°C)                                     | 27.1                                                 | 28.9                                                 | 30.5                                                 | 29.7                                                 | 28.5                                                 | 27.3                                                 | 26.5                                                 | 26.5                                                 | 27.2                                                 | 27.5                                                 | 27.4                                                 | 26.7                                                 | 27.8                                                 |
| Temp. mín. media (°C)                                | 18.8                                                 | 20.5                                                 | 23.2                                                 | 23.0                                                 | 22.6                                                 | 21.8                                                 | 21.3                                                 | 20.9                                                 | 21.7                                                 | 21.3                                                 | 20.4                                                 | 18.5                                                 | 21.2                                                 |
| Temp. mín. abs. (°C)                                 | 8.3                                                  | 14.5                                                 | 17.0                                                 | 18.0                                                 | 17.2                                                 | 16.4                                                 | 16.0                                                 | 17.0                                                 | 16.5                                                 | 16.8                                                 | 15.2                                                 | 11.0                                                 | 8.3                                                  |
| Precipitación total (mm)                             | 0.4                                                  | 2.1                                                  | 17.6                                                 | 61.8                                                 | 117.3                                                | 135.3                                                | 144.0                                                | 159.7                                                | 130.1                                                | 67.7                                                 | 11.7                                                 | 0.0                                                  | 847.7                                                |
| Días de precipitaciones (≥ 0.1 mm)                   | 0.1                                                  | 0.7                                                  | 3.0                                                  | 6.8                                                  | 10.5                                                 | 10.7                                                 | 12.4                                                 | 13.9                                                 | 10.0                                                 | 7.3                                                  | 1.7                                                  | 0.0                                                  | 77.1                                                 |
| Horas de sol                                         | 279.0                                                | 235.2                                                | 226.3                                                | 201.0                                                | 220.1                                                | 177.0                                                | 195.3                                                | 207.7                                                | 198.0                                                | 226.3                                                | 237.0                                                | 272.8                                                | 2675.7                                               |
| Humedad relativa (%)                                 | 37                                                   | 31                                                   | 40                                                   | 52                                                   | 64                                                   | 69                                                   | 73                                                   | 74                                                   | 71                                                   | 68                                                   | 56                                                   | 43                                                   | 56.5                                                 |
| Fuente: NOAA                                         |                                                      |                                                      |                                                      |                                                      |                                                      |                                                      |                                                      |                                                      |                                                      |                                                      |                                                      |                                                      |                                                      |